# Aegon Championships 2009
Aegon Championships 2009 — тенісний турнір, що проходив на трав'яних кортах  у Лондоні, Велика Британія з 8 червня . Належав до категорії ATP World Tour 250, був турніром серії Queen's Club Championships 2009 року.

## Фінальна частина

### Одиночний розряд
Енді Маррей —  Джеймс Блейк 7–5, 6–4

### Парний розряд
Веслі Муді /  Михайло Южний —  Марсело Мело /  Андре Са 6–4, 4–6, [10–6]